# Chalmers Johnson
Chalmers Ashby Johnson (6 de agosto de 1931 - 20 de noviembre de 2010) fue un escritor estadounidense, profesor emérito de la Universidad de California en San Diego. También fue el presidente y cofundador del Japan Policy Research Institute, organización dedicada a promover la educación pública sobre Japón y Asia.

## Biografía
Johnson nació en 1931 en Phoenix, Arizona. Obtuvo su grado B.A. en economía en 1953 y sus títulos M.A. y Ph.D. en ciencia política en 1957 y 1961 respectivamente, todos ellos de la Universidad de California en Berkeley. Durante la guerra de Corea desempeñó la función de oficial naval en Japón. Enseñó ciencia política en la Universidad de California desde 1962 hasta su jubilación en 1992. Fue bien conocido a inicios de su carrera por su erudición sobre China y Japón.
Fue uno de los precursores del estudio de las ciencias sociales en China, gracias a un libro que escribió sobre el nacionalismo campesino. Del mismo modo, su libro MITI and the Japanese Miracle probablemente acuñó el término estado en vías de desarrollo. Fue consultor de la Office of National Estimates, parte de la CIA. Fue elegido miembro de la Academia Estadounidense de las Artes y las Ciencias en 1976. Estaba firmemente convencido de la importancia del lenguaje y el aprendizaje de historia para hacer investigación seria. Tiempo después se hizo conocido como crítico de la teoría de la elección racional, particularmente en el estudio de la política y economía política japonesa.
Fue reconocido por ser un agudo crítico de lo que en su opinión es el Imperialismo estadounidense.
Falleció el 20 de noviembre de 2010 en Cardiff-by-the-Sea, California.

## Obras
- Conspiracy at Matsukawa (1972)
- Peasant Nationalism and Communist Power (1962) (ISBN 0-8047-0074-5)
- Revolutionary Change (1982) ISBN 0-316-46730-8
- MITI and the Japanese Miracle (1982)
- An Instance of Treason: Ozaki Hotsumi and the Sorge Spy Ring (1990)
- Japan: Who Governs? -- The Rise of the Developmental State (1995)
- Blowback: The Costs and Consequences of American Empire (2000, rev. 2004) ISBN 0-8050-6239-4
- The Sorrows of Empire: Militarism, Secrecy, and the End of the Republic (2004) ISBN 0-8050-7004-4
- Nemesis: The Last Days of the American Republic (2007) ISBN 0-8050-7911-4